# Capitellidae
Capitellidae är en familj av ringmaskar. Capitellidae ingår i klassen havsborstmaskar, fylumet ringmaskar och riket djur. Enligt Catalogue of Life omfattar familjen Capitellidae 181 arter. 

## Bildgalleri

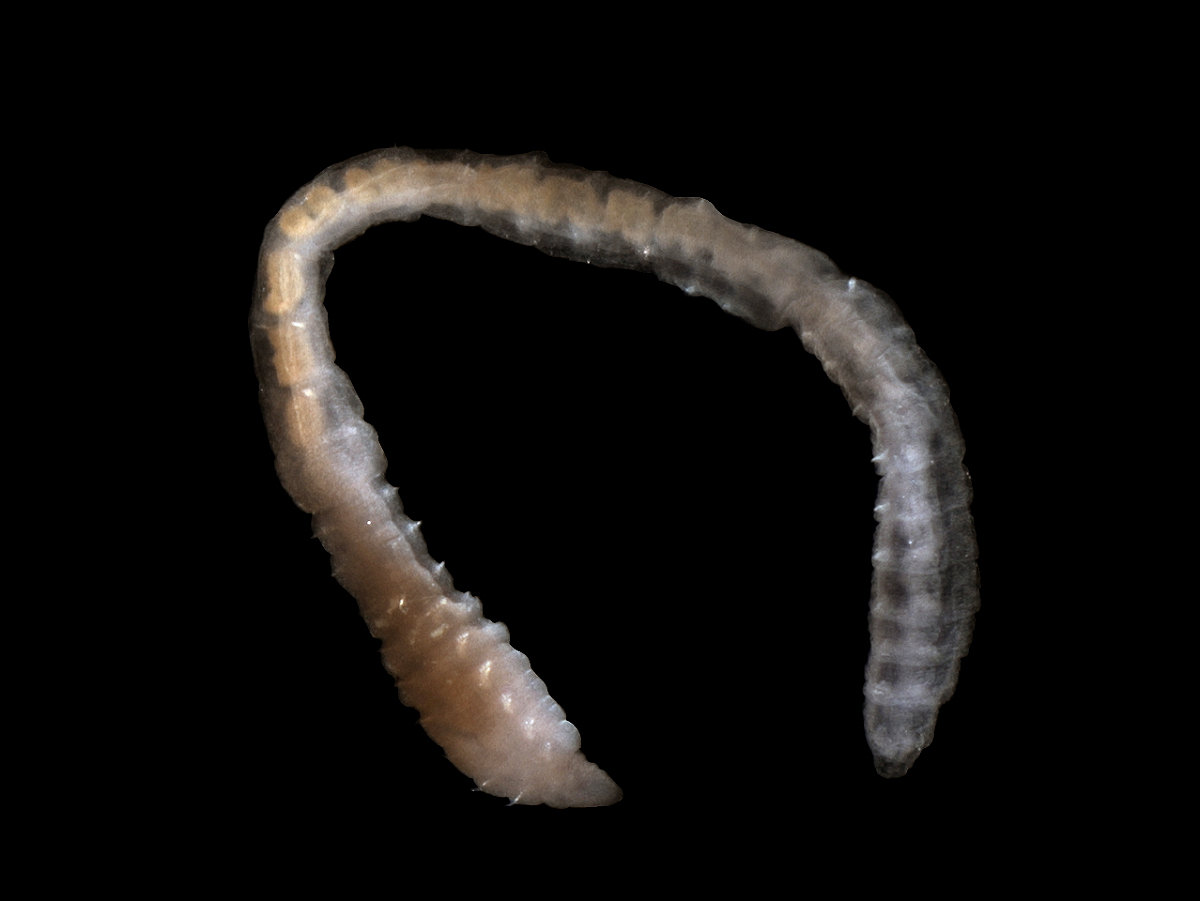
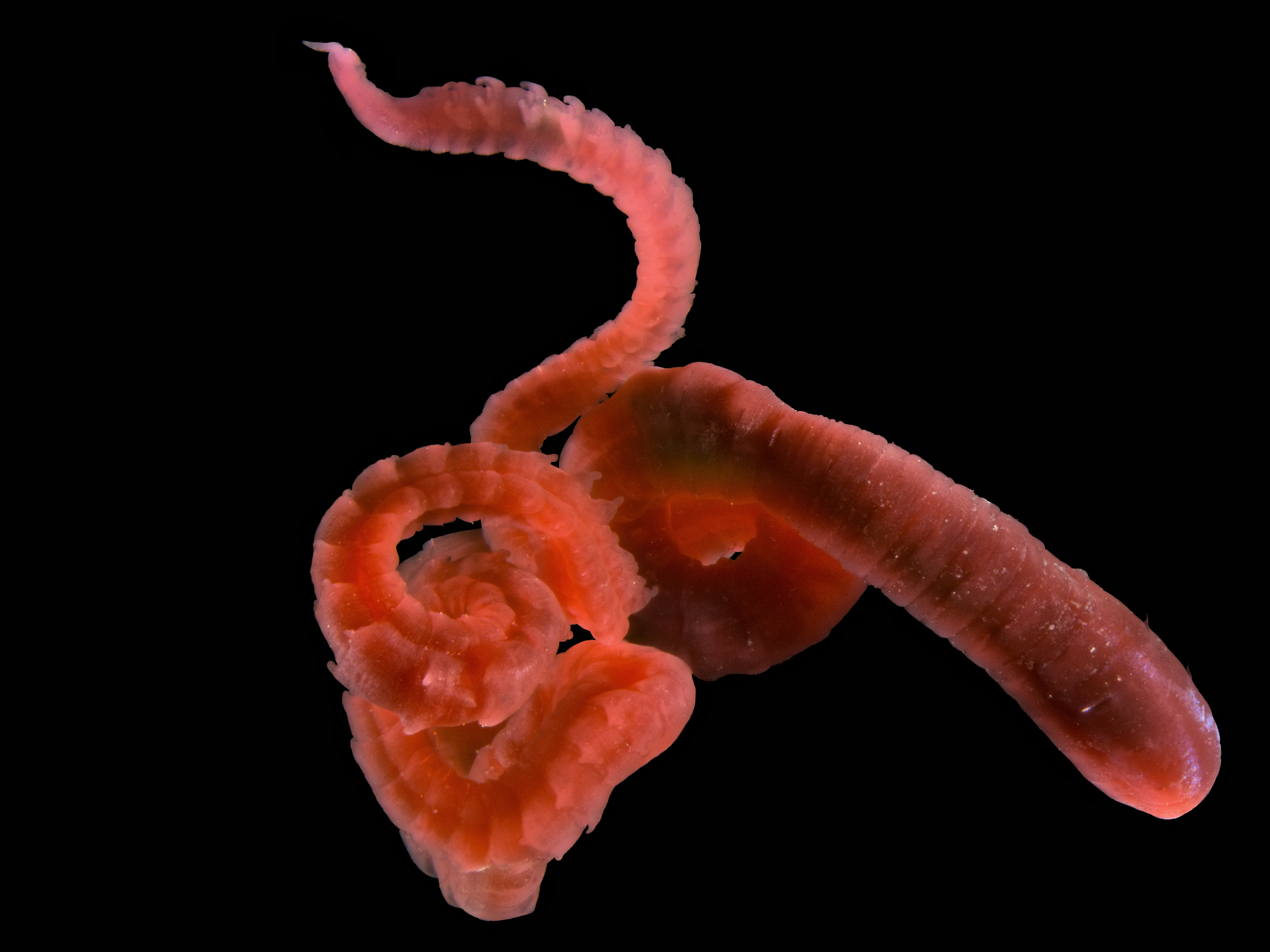
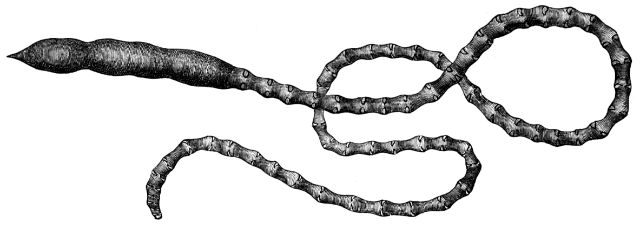
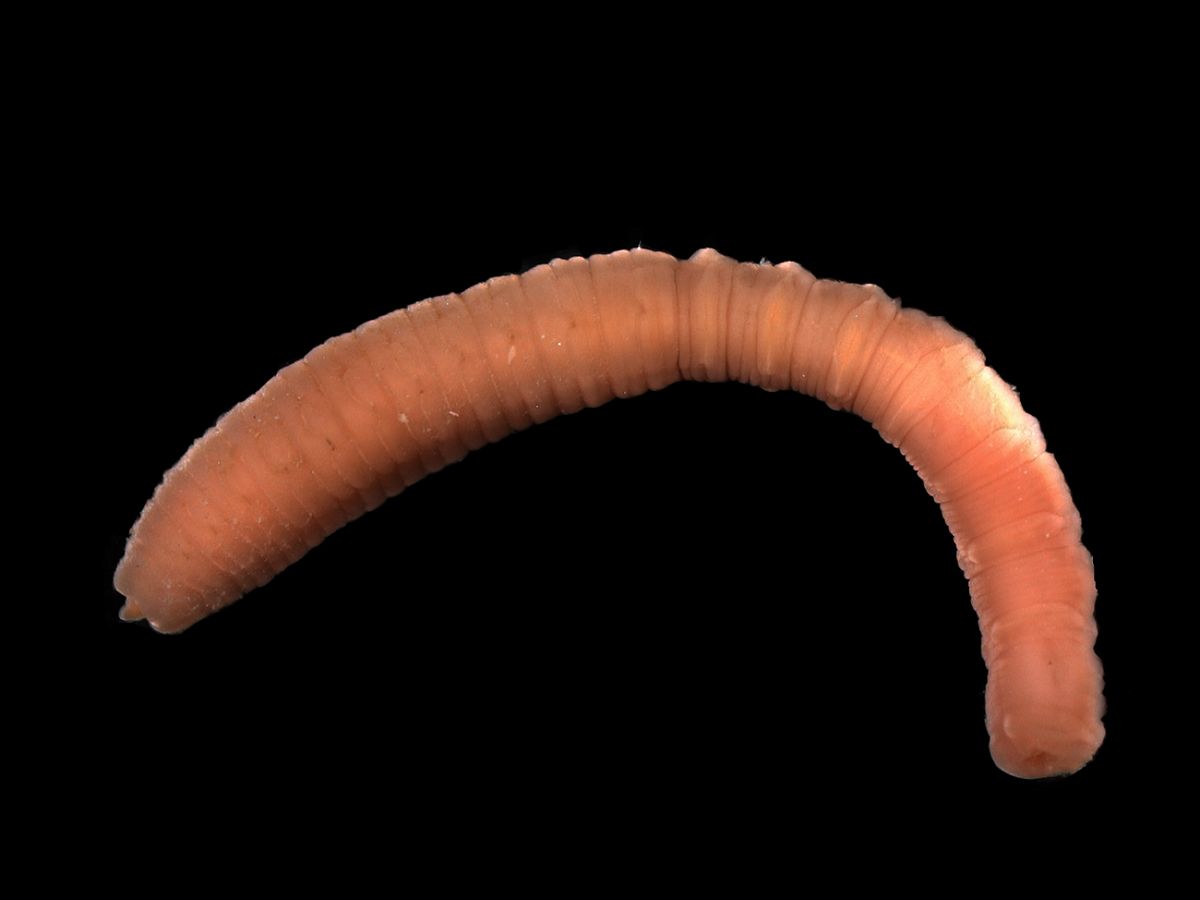

## Dottertaxa till Capitellidae, i alfabetisk ordning[1][2]
- Abyssocapitella
- Amastigos
- Anotomastus
- Baldia
- Barantolla
- Branchiocapitella
- Bucherta
- Capitella
- Capitellethus
- Capitellides
- Capitita
- Capitobranchus
- Capitomastus
- Dasybranchethus
- Dasybranchus
- Decamastus
- Dodecamastus
- Dodecaseta
- Eunotomastus
- Heteromastides
- Heteromastus
- Leiocapitella
- Leiocapitellides
- Leiochrides
- Leiochrus
- Lumbricomastus
- Mastobranchus
- Mediomastus
- Neoheteromastus
- Neomediomastus
- Neonotomastus
- Neopseudocapitella
- Nonatus
- Notodasus
- Notomastus
- Octocapitella
- Paracapitella
- Paraleiocapitella
- Parheteromastides
- Parheteromastus
- Peresiella
- Polymastigos
- Promastobranchus
- Protomastobranchus
- Pseudocapitella
- Pseudoleiocapitella
- Pseudomastus
- Pseudonotomastus
- Pulliella
- Rashgua
- Scyphoproctus
- Undecimastus